# John Wegner
John Wegner AO (Nyugat-Németország, 1950. január 16. vagy 1956 – Sydney, 2019. november 17.) német származású ausztrál operaénekes (basszbariton). Legemlékezetesebb alakításait Richard Wagner operáiban nyújtotta.

## Élete
Ötévesen vándorolt be édesanyjával Németország nyugati részéből Ausztráliába. Hamarosan elárvult, nevelését bátyja vette át. Tízéves korában bekerült a Melbourne-i Szent Patrik-székesegyház énekkarába. A középiskolát a városban működő katolikus Parade College-ban végezte 1962 és ’67 között.
Tanárként dolgozott, mellette műkedvelő társulatokkal lépett fel. Többször szerepelt az ABC televíziós műsoraiban. A Melbourne-i Egyetemhez tartozó Victorian College of the Artsban szerzett operaénekesi másoddiplomát. 1979-ben részt vett a Metropolitan Opera Auditions Hawaiiban rendezett fordulóján. Professzionális pályafutását a sydney-i opera Mesterdalnokok-előadásán kezdte, mint kisegítő kórustag. 1981-től volt a társulat magánénekese. Néhány éven belül vendégszerepelt országon belül és Hongkongban. 1986-ban a Churchill Trust, a következő évben a Bayreuthi Ünnepi Játékok ösztöndíjával tanult Európában.
1992-ben a karlsruhei Badeni Állami Operához szerződött. Basszusszerepeit elhagyva, a hősbariton szólamra váltott. Itt a Salome Johanaánjaként debütált.
2011-ben Klingsor szerepét énekelte a budapesti Wagner-napok Parsifal-előadásában.

## Szerepei
- John Adams: Nixon Kínában – Henry Kissinger
- Eugen d’Albert: Hegyek alján – Sebastiano
- Giorgio Battistelli: III. Richárd – címszerep
- Ludwig van Beethoven: Fidelio – Rocco; Don Pizarro
- Georges Bizet: A gyöngyhalászok – Nourabad
- Georges Bizet: Carmen – Escamillo; Zuniga
- Benjamin Britten: Peter Grimes – Swallow
- Benjamin Britten: Billy Budd – Claggart
- Benjamin Britten: Szentivánéji álom – Theseus
- Benjamin Britten: Lucretia meggyalázása – Collatinus
- Benjamin Britten: Halál Velencében – Utazó
- Francesco Cilea: Adriana Lecouvreur – Bouillon herceg
- Gaetano Donizetti: Lammermoori Lucia – Raimond Bidebent
- Gaetano Donizetti: Lucrezia Borgia – Don Apostolo Gazella
- Charles Gounod: Faust – Mefisztó
- Charles Gounod: Romeo és Júlia – Capulet gróf; Verona hercege
- Georg Friedrich Händel: Alcina – Melisso
- Paul Hindemith: Cardillac – címszerep
- Leoš Janáček: A Makropoulos-ügy – Jaroslav Prus báró
- Pietro Mascagni: Parasztbecsület – Alfio
- Wolfgang Amadeus Mozart: Don Juan – Leporello; A kormányzó
- Modeszt Petrovics Muszorgszkij: Borisz Godunov – címszerep; Pimen
- Jacques Offenbach: Hoffmann meséi – Lindorf; Coppélius; Miracle; Dapertutto
- Carl Orff: Az okos lány – A király
- Francis Poulenc: A karmeliták beszélgetései – de la Force márki
- Giacomo Puccini: Tosca – Scarpia báró; Cesare Angelotti
- Giacomo Puccini: Pillangókisasszony – Bonzo
- Giacomo Puccini: Bohémélet – Colline
- Giacomo Puccini: A Nyugat lánya – Jack Rance
- Giacomo Puccini: Turandot – Timur
- Franz Schreker: A megbélyegzettek – Antoniotto Adorno herceg; Jegyző
- Dmitrij Dmitrijevics Sosztakovics: A mcenszki járás Lady Macbethje – Borisz Tyimofejevics Izmajlov
- Richard Strauss: Salome – Johanaan
- Richard Strauss: Elektra – Oresztész
- Richard Strauss: A rózsalovag – Lerchenaui Ochs báró
- Giuseppe Verdi: Macbeth – Banquo
- Giuseppe Verdi: A trubadúr – Ferrando
- Giuseppe Verdi: Rigoletto – Sparafucile
- Giuseppe Verdi: La Traviata – Douphol báró; D’Obigny márki
- Giuseppe Verdi: Aida – A király
- Giuseppe Verdi: Otello – Lodovico
- Giuseppe Verdi: Falstaff – Pistol
- Richard Wagner: A bolygó hollandi – A hollandi; Daland
- Richard Wagner: Tannhäuser... – Biterolf
- Richard Wagner: Lohengrin – Friedrich von Telramund
- Richard Wagner: Trisztán és Izolda – Kurwenal
- Richard Wagner: A nürnbergi mesterdalnokok – Éjjeliőr
- Richard Wagner: A Nibelung gyűrűje – Wotan/A vándor; Alberich; Fasolt; Gunther
- Richard Wagner: Parsifal – Klingsor
- Siegfried Wagner: A szent hársfa – Arbogast
- Kurt Weill: Mahagonny városának tündöklése és bukása – Szentháromságmózes
- Alexander von Zemlinsky: Firenzei tragédia – Simone

## Díjai, elismerései
- Nemzetközi Emmy-díj (1989)
- „Az év énekese” (Észak-rajna-vesztfáliai Kritikusok Díja, 2000)
- operai Helpmann-díj (2005 [legjobb férfi szereplő], 2009 [legjobb férfi szereplő, legjobb férfi mellékszereplő], 2011 [legjobb férfi szereplő], 2013 [legjobb férfi szereplő])
- „Az év énekese” (Prágai Nemzeti Színház–Komerční banka, 2007)